# 空心房

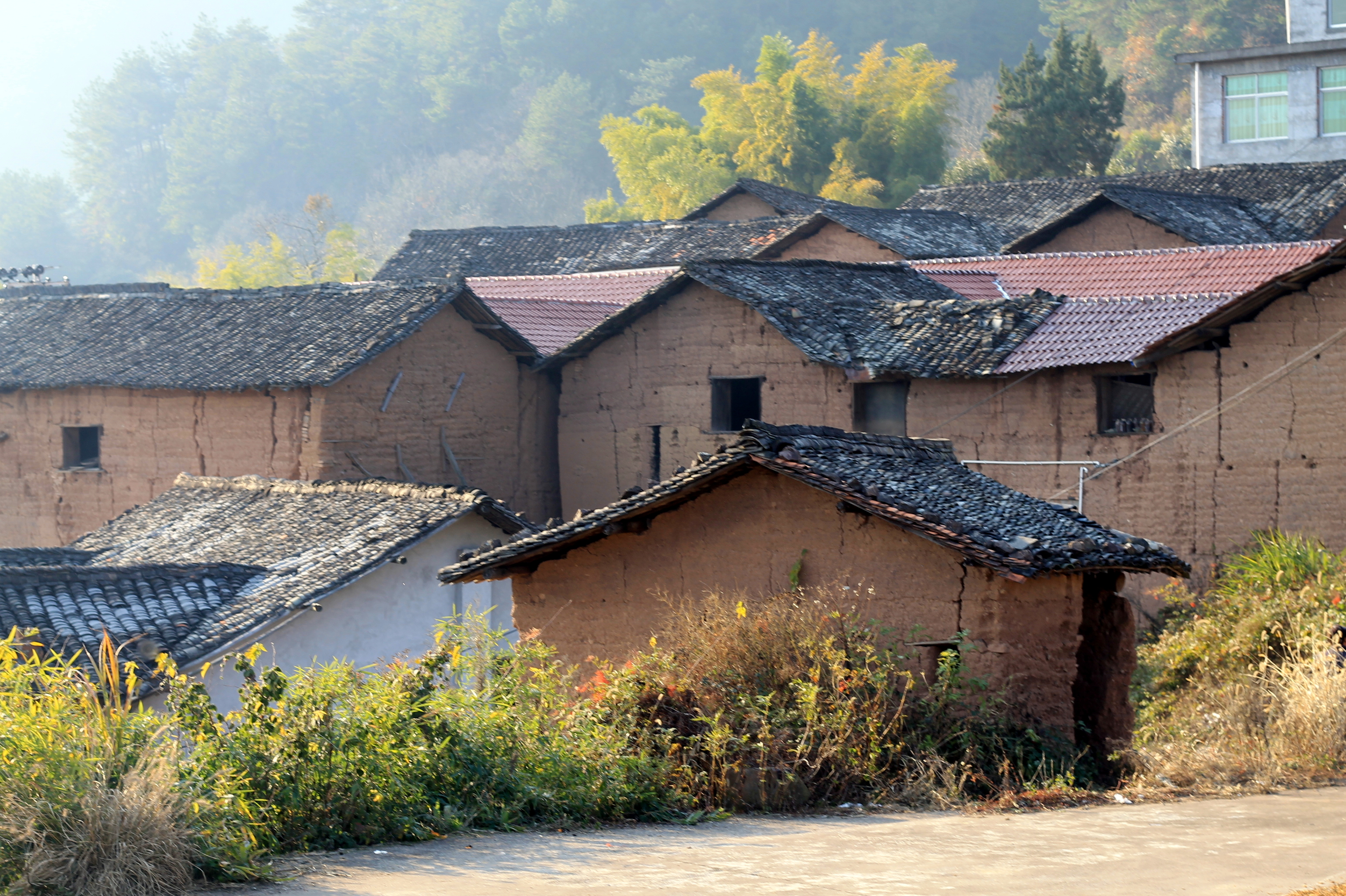
老舊的空心房(麗水市農村)，屋主已前往城市定居脫離農民戶口，或是已經亡故但繼承人未回村而無下文，造成土地浪費無法利用。

空心房是中华人民共和国农村宅基地上的空置房屋（部分地方将“空心房”的范围进一步扩大）的俗称。2010年代起，中华人民共和国各地农村开展了拆除“空心房”的工作。

## 历史
1995年5月1日起施行的《确定土地所有权和使用权的若干规定》第五十二条规定：“空闲或房屋坍塌、拆除两年以上未恢复使用的宅基地，不确定土地使用权。已经确定使用权的，由集体报经县级人民政府批准，注销其土地登记，土地由集体收回。”可见，空宅基地的土地可由集体收回。而另一方面，宅基地上的房屋只要不坍塌灭失，就不会被收回。
1998年8月29日，中华人民共和国第九届全国人民代表大会常务委员会第四次会议修订通过《中华人民共和国土地管理法》，自1999年1月1日起施行。该法第六十二条规定：“农村村民一户只能拥有一处宅基地，其宅基地的面积不得超过省、自治区、直辖市规定的标准。”此后在2004年的修订中，该条未变。根据该规定，农村村民每户只能拥有一处宅基地，多出的宅基地应退还给村集体。
综上所述，理论上说，农村村民每户只能拥有一处宅基地（农村村民每户拥有的是宅基地使用权，宅基地的所有权归集体），该宅基地如空闲或房屋坍塌、拆除两年以上未恢复使用，其土地归集体所有；农村村民每户超过一处的宅基地，只能保留其中一处，其他土地归集体所有；如果农村村民一户只拥有一处宅基地，而且该宅基地上仍有未坍塌、未拆除的房屋，那么该宅基地仍归该户拥有。因此只要保留唯一宅基地上的房屋，那么该宅基地就不会被集体收回。但在实践中，即便房屋坍塌，或者是超过一处的宅基地上有房屋，由于是宅基地，村集体若无房主的同意一般也不敢收回土地，因而形成了只要宅基地上有房屋，不管坍塌与否，该宅基地都继续归该户拥有的普遍情况。
改革开放后，越来越多的农村村民在城镇化过程中因进城务工、经商、投亲等原因而在城镇定居，也有的随着社会主义新农村建设并村并户而迁居到其他村，他们在农村家乡的房屋因此长期空置，从而产生了大量“空心村”、“空心房”。“空心村”是整村房屋连片空置，“空心房”是在农村宅基地上的个别空置房屋。
“空心房”和整片的“空心村”不同，属于零散分布，点多面广，成为社会主义新农村建设中的难点。“空心房”一是存在治安和防火隐患，二是破坏村容整洁，三是影响村民的居住环境，四是宅基地与耕地的经济价值差别大，宅基地更容易引发土地权属纠纷，五是造成土地闲置浪费。以辽宁省丹东市为例，2015年左右，丹东市土地总面积152万公顷，建设用地面积将近9.17万公顷，其中农村居民点面积便占4.55万公顷，而“空心房”越多，土地闲置浪费便越大。因为宅基地流转分配难、拆迁补偿定价难等问题长期存在，农村的“空心房”难以整治。几年甚至几十年无人居住、破败不堪的“空心房”长期大量存在。农村村民没有任何动力将“空心房”占用的宅基地交还集体。
2019年土地管理辦法新修訂後，增訂前往城市落戶脫離農業戶口人員可以有償退出宅基地，提供了法源依據後宣示官方史上第一次開始有一波大力收回空心房的政策力度。

## 拆除标准
2010年代起，随着社会主义新农村建设的深入，特别是土地财政的需要，拆除空心房的工作在中国各地方政府的推进下陆续展开。其做法一般是将农村闲置房屋（即所谓“空心房”）拆除后，分成两种情况：
1. “空心房”所占的宅基地的使用权仍归原土地使用者（即农村村民各户）所有，可以耕种也可用于种菜等其他用途，但不得在原基础上建房[7]。
2. 村集体将“空心房”所占的宅基地收回，复垦为耕地，对土地使用者进行补偿。由此减少了农村建设用地，由地方政府以增减挂钩的方式纳入建设用地指标，从而缓解城镇建设用地计划指标不足的压力[8]。这是说，各地方的用地计划指标中，通过拆除“空心房”，由村集体收回宅基地（属于农村建设用地）复垦为耕地，按照增减挂钩（城镇建设用地增加和农村建设用地减少相挂钩）的方式，地方的城镇建设用地指标相应增加，从而为地方政府的土地财政提供所需的城镇建设用地。地方政府通常借此占用城镇周边的耕地，转为城镇建设用地。

由此可见，第2种方式是地方政府拆除“空心房”的主要动力。但是农村村民很少有人愿意将宅基地交还村集体。因此在不少地方，政府在第2种方式中增加对农村村民利益的照顾，比如将复垦后的土地使用、管理权无偿交给原土地使用者（即原宅基地使用权拥有者），以促使他们将宅基地交还村集体。而在第1种方式中，地方政府在土地指标上没有获益，所以第1种方式一般是在第2种方式难以推行的情况下，地方政府的一种权宜之计，其目的还是要推行第2种方式。
无论如何地方政府拆除“空心房”在當時都缺乏相应的法律依据。“空心房”本身就不属于法律概念，不见于任何法律规定。而“空心房”属于农村村民各户所有，占用的宅基地属于村集体所有，均和地方政府无关。地方政府理论上没有任何权利直接拆除“空心房”。但为了增加城镇建设用地以更好地维持土地财政，各地方政府纷纷出台相应政策和规定，推进拆除“空心房”工作。
在拆除“空心房”的过程中，各地方政府的政策和规定不一。有的地方强调村民自主自愿。也有的地方强行推进。还有的如江西省因为拆除“空心房”而酿成血案。2016年，江西省在全省全面推开突击拆除“空心房”工作，赣州市各乡镇政府干部都被分配了拆除任务指标。2017年3月17日，赣州市南康区十八塘乡在拆除“空心房”时，来到十八塘乡樟坊村现场监督和劝导拆除“空心房”的十八塘乡人民代表大会主席卓宇被樟坊村村民明经国当场杀害。事件引起了中国舆论的广泛关注。
在官方文件中，包括赣州市在内的江西省各地对“空心房”的定义表现为两类：一是“长期无人居住、无人管理，具有安全隐患的破旧房子”，一是“农村居民住房逐渐由原来的土坯房向砖混房转型，与此同时，产生了一批无人居住的危旧土坯房，俗称‘空心房’”。这两种定义均很模糊，且都不是法律概念，地方政府很容易借此扩大拆除范围。这两种定义中，前者认房不认地，强调危房的概念，即不论是否是唯一宅基地，只要是危房就拆除；后者认房又认地，只要认定是一户多个宅基地，就必须拆除。樟坊村村民明经国家拥有两个宅基地，而地方政府从未鉴定过明经国家的老房屋质量，仅凭地方政府干部们的经验判断就将其纳入拆除计划，拆除前也因失误而未通知明经国家。